# 5-메틸유리딘
5-메틸유리딘(영어: 5-methyluridine, m5U) 또는 리보티미딘(영어: ribothymidine)은 피리미딘 뉴클레오사이드의 한 종류이다. 5-메틸유리딘은 2' 위치에 하이드록실기가 없는 디옥시리보뉴클레오사이드인 디옥시티미딘에 상응하는 리보뉴클레오사이드이다. 5-메틸유리딘은 오탄당인 리보스에 티민 염기가 결합되어 있다. 5-메틸유리딘은 흰색 고체이다.

## 같이 보기
- 5-메틸사이토신
- 3-메틸유리딘